# Khu dự trữ sinh quyển bướm vua
Khu dự trữ sinh quyển bướm vua (tiếng Tây Ban Nha: Reserva de Biosfera de la Mariposa Monarca) là một di sản thế giới bao gồm hầu hết các khu vực sinh trưởng và phát triển của loài bướm vua. Nó nằm tại vùng sinh thái rừng sồi-thông Vành đai núi lửa xuyên Mexico, trên khu vực ranh giới giữa hai tiểu bang Michoacán và México, cách 100 km (62 dặm) về phía tây bắc của Thành phố México. Hàng triệu con bướm vua đến khu bảo tồn này hàng năm. Chúng chỉ sinh sống một phần trong số 56.000 hecta của khu bảo tồn từ tháng 10 đến tháng 3 hàng năm. Nhiệm vụ của khu dự trữ sinh quyển này là bảo vệ các loài bướm và môi trường sống của chúng.
Hầu hết các loài bướm vua trú đông từ miền đông Bắc Mỹ đều được tìm thấy tại đây. Các nhà nghiên cứu đã phát hiện ra những khu vực này vào năm 1975. Các sắc lệnh của tổng thống trong những năm 1980 và 2000 đã chỉ định những khu vực này vẫn do tư nhân quản lý như một khu bảo tồn liên bang. Khu bảo tồn được công bố là khu dự trữ sinh quyển năm 1980 và Di sản thế giới năm 2008. Khu bảo tồn chủ yếu vẫn là vùng nông thôn nhưng nó gặp những mối lo ngại về những tác hại của việc khai thác gỗ và du lịch bất hợp pháp. Những nỗ lực bảo tồn đôi khi xung đột với lợi ích của nông dân địa phương và cả chủ đất.

## Lịch sử
Khu bảo tồn này được thành lập vào năm 1980 bởi tổng thống José López Portillo. Vào cuối những năm 1980, việc quản lý khu bảo tồn được giao cho Ban Thư ký Phát triển đô thị và sinh thái. Vào thời điểm này, nó được gắn là một "khu dự trữ sinh quyển đặc biệt. Năm 1986, diện tích và ranh giới của nó được xác định. Năm 2000, nó có được cái tên như hiện tại là khu dự trữ sinh quyển bướm vua (Reserva de la Biosfera Mariposa Monarca). UNESCO đã tuyên bố khu dự trữ sinh quyển này là Di sản thế giới vào năm 2008 với tiêu chuẩn thiên nhiên. Hiện nay khu vực này được biết đến với du lịch, khai thác gỗ, khai mỏ và trồng trọt. Nó vẫn chủ yếu là vùng nông thôn của các cộng đồng Otomi và Mazahua.

## Di chuyển của bướm vua

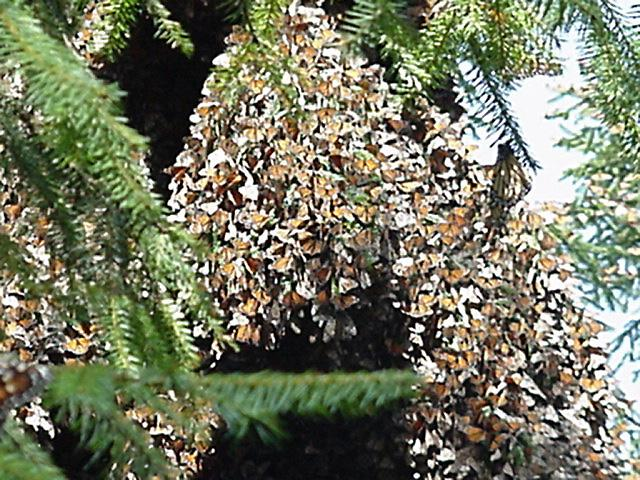
Cụm bướm vua trên cành cây gần Angangueo.

Hàng triệu con bướm di chuyển từ Texas về phía nam đến Mexico và sau đó đi theo dãy núi Sierra Madre Oriental đến khu bảo tồn. Chúng tập trung lại, tụ tập trên các cây thông và linh sam, nhiều cây chuyển sang màu cam và cành cây rũ xuống vì sức nặng. Vào mùa xuân, những con bướm này di cư khắp châu Mỹ, đôi khi dừng chân ở miền đông Canada. Theo thời gian, chúng thực hiện cuộc hành trình này, các thế hệ bướm vua cứ thế được sinh ra và chết đi. Hiện nay hành trình di chuyển của chúng bị xáo trộn do biến đổi khí hậu. Trong quá trình di chuyển, bướm vua sẽ bay về phía bắc khi chúng gặp nhiệt độ lạnh hơn. Chúng tụ tập dày đặc lại được cho là để giữ nhiệt độ thích hợp. Nếu được sưởi ấm bởi Mặt trời, những con bướm sẽ bay lượn. Tiếng đập cánh của chúng được ví như tiếng mưa nhẹ nhàng rơi